# 屯原
24°02′22″N 121°12′55″E / 24.039419°N 121.215375°E
屯原，台灣地名，位於南投縣仁愛鄉精英村，為能高越嶺古道西段登山口，也是台14線的通車終點。這裡原是賽德克族道澤群的部落屯巴拉社，日治時期以日文漢字「／ (Tonbara)」轉寫賽德克語。1918年能高越橫斷道路完工後，在此設立駐在所，文獻記載名為「／（屯巴拉）駐在所」。

## 歷史
1906年，臺灣總督佐久間左馬太上任後，為配合日本來台的財閥巨商掠奪獨佔山林資源，展開理蕃事業，為加強控制原住民族人，於1914年進行太魯閣戰爭，以東西夾擊的路線進攻，其中一條進入木瓜溪流域的原住民傳統遷徙獵路，在戰爭結束後於1917年開闢成能高越橫斷道路（即今能高越嶺古道的舊道）。全線於1918年完工後，在沿線設立駐在所，屯巴拉駐在所就是在此時設置。1925年，能高越道路因越嶺點海拔過高，越嶺點由奇萊改到能高埡口，改道後為與舊道區別，又改稱為能高越警備道路。
1930年10月27日，莫那·魯道率領霧社群11社部落，同時兵分多路，將能高越道路沿線分別監控各社所在的駐在所攻陷，並以火焚摧毀，其中的屯巴拉駐在所也因此被毀，同時於霧社公學校運動會發動起義，史稱「霧社事件」。戰事發展到11月11日，協助日方作戰的「味方蕃」道澤群屯巴拉社頭目鐵木·瓦力斯（Taimu Walis）遭起事的霧社群擊殺戰死。戰事直到12月，莫那·魯道與剩餘族人集體自殺，日軍鎮壓行動因此結束。
隔年，臺灣總督府將能高越道路沿途各駐在所重建，屯巴拉駐在所就是採原址重建，如今所見已成為遺址，周圍早已遍布芒草。屯巴拉駐在所長約70公尺，寬約30公尺，呈四方形狀，地基是由石砌堆疊而成長方形狀，座落於現今屯原登山口下方的轉角處。日治末期，為修築跨越中央山脈的東西高壓輸電線，將能高越修建為車道，西線車道已修建到屯原。
2012年6月11日，屯原一處工寮因雨引發土石流，三名工人遭活埋，二人死亡，一人受傷。

## 近況
現今的屯原是能高越嶺古道西段的登山口，位於海拔約2000公尺處。這裡原有二座吊橋，因為受到山壁崩坍而流失。屯原座落這條能高越嶺古道上，向東翻越能高鞍部，然後沿木瓜溪下行，即可通往花蓮吉安，而向西則會經過廬山、春陽，最後於霧社銜接埔霧公路及中橫霧社支線，可分別通往埔里、梨山及太魯閣等地。過去這條古道曾是公路總局規劃台14線的預定路線，後來於2009年公告解編後，屯原則成為台14線通車終點。